# هنري غريغوري
هنري غريغوري (1936 في المملكة المتحدة - ) (بالإنجليزية: Henry Gregory)‏ هو لاعب كريكت بريطاني. لعب مع نادي مقاطعة ساسكس للكركيت ‏ وCheshire County Cricket Club ‏.

## وصلات خارجية
- هنري غريغوري على موقع إي آس بي آن كريك إنفو (الإنجليزية)